# 오가역 (오이타현)
오가역(일본어: 大神駅)은 일본 오이타현 하야미군 히지정에 위치한 규슈 여객철도 소속 철도역이며, 닛포 본선의 정차역이다.

## 역 구조
섬식 승강장 1면 2선의 설비를 가지는 지상역. 플랫폼의 왕래는 역사로부터 선로를 횡단해 건너는 구내 통로가 되고 있다. 그 때문에, 전철이 역 구내에 들어 오면, 역사 측에 설치하고 있는 건널목이 내려와 건널 수 없게 된다.
규슈 교통 기획이 역 업무를 수탁하는 업무 위탁역이므로, POS 단말기가 설치되어 있다. 근거리 표의 자동 매표기가 설치되어 있다. 2012년 이후에, 이 역에 IC카드 SUGOCA를 도입할 예정이다.

## 인접 역
| 닛포 본선          | 닛포 본선   | 닛포 본선               |
| ------------------ | ----------- | ----------------------- |
| 기쓰키 고쿠라 방면 | ■ 닛포 본선 | 히지 가고시마 중앙 방면 |